# Saison 2019 de l'équipe cycliste Virtu
La saison 2019 de l'équipe féminine Virtu est la sixième de la formation. L'équipe a un recrutement ambitieux avec l'arrivée de la sprinteuse et championne d'Europe en titre Marta Bastianelli. La jeune Italienne Sofia Bertizzolo rejoint également l'équipe. L'expérimentée et polyvalente Australienne Rachel Neylan est aussi recrutée, tout comme la spécialiste des classiques du Nord Anouska Koster. Enfin, Birgitte Krogsgaard fait ses débuts professionnels dans la formation. Au niveau des départs, Linda Villumsen quitte l'équipe. C'est aussi le cas de la spécialiste du contre-la-montre Doris Schweizer et de Claudia Koster.
Marta Bastianelli connait une saison particulièrement faste. Elle est placée sur toutes les classiques du printemps : quatrième des Strade Bianche, elle remporte l'Omloop van het Hageland, le Tour de Drenthe et surtout le Tour des Flandres en plaçant l'attaque décisive dans le vieux Quaremont. Elle s'impose aussi sur le Gracia Orlová. En juin, elle se blesse mais revient pour la fin de la saison. Elle devient championne d'Italie, puis gagne l'Open de Suède Vårgårda. Elle semble en parfaite forme pour les championnats du monde, mais le déroulement de la course ne lui est pas favorable. Sofia Bertizzolo réalise également une belle saison, avec une quatrième place au Tour des Flandres. Mieke Kröger remporte une étape de l'Healthy Ageing Tour, une du Gracia Orlová et une du Tour de Belgique. Sur cette dernière épreuve, elle gagne aussi le classement général. Emilie Møberg gagne à domicile une étape du Tour d'Uppsala.  Louise Norman Hansen devient championne du Danemark du contre-la-montre. Anouska Koster s'impose sur une étape du  Tour de l'Ardèche. Marta Bastianelli est quatrième du classement UCI et sixième du classement World Tour. Virtu est huitième des deux classements.

## Préparation de la saison

### Partenaires et matériel de l'équipe

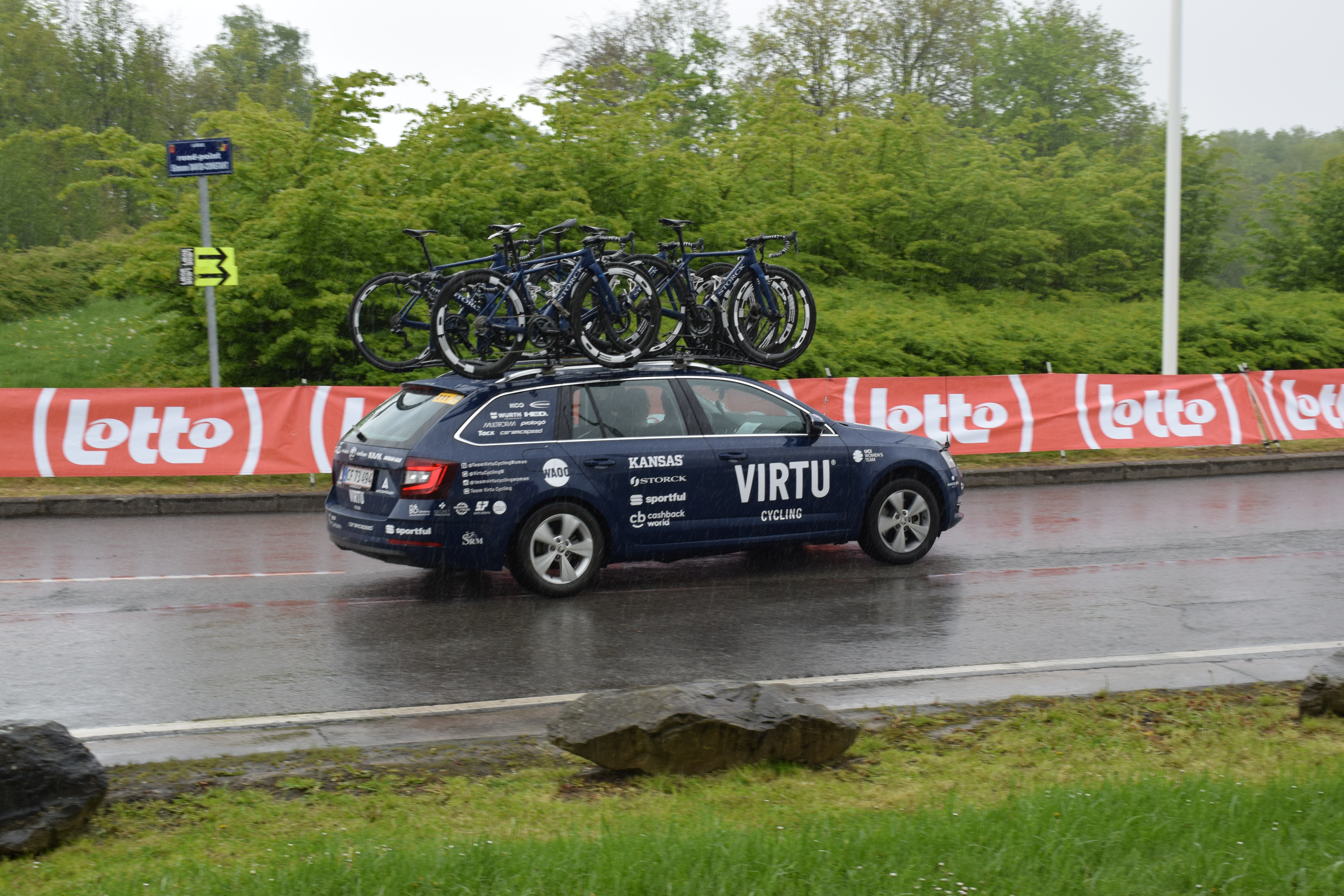
Voiture de l'équipe

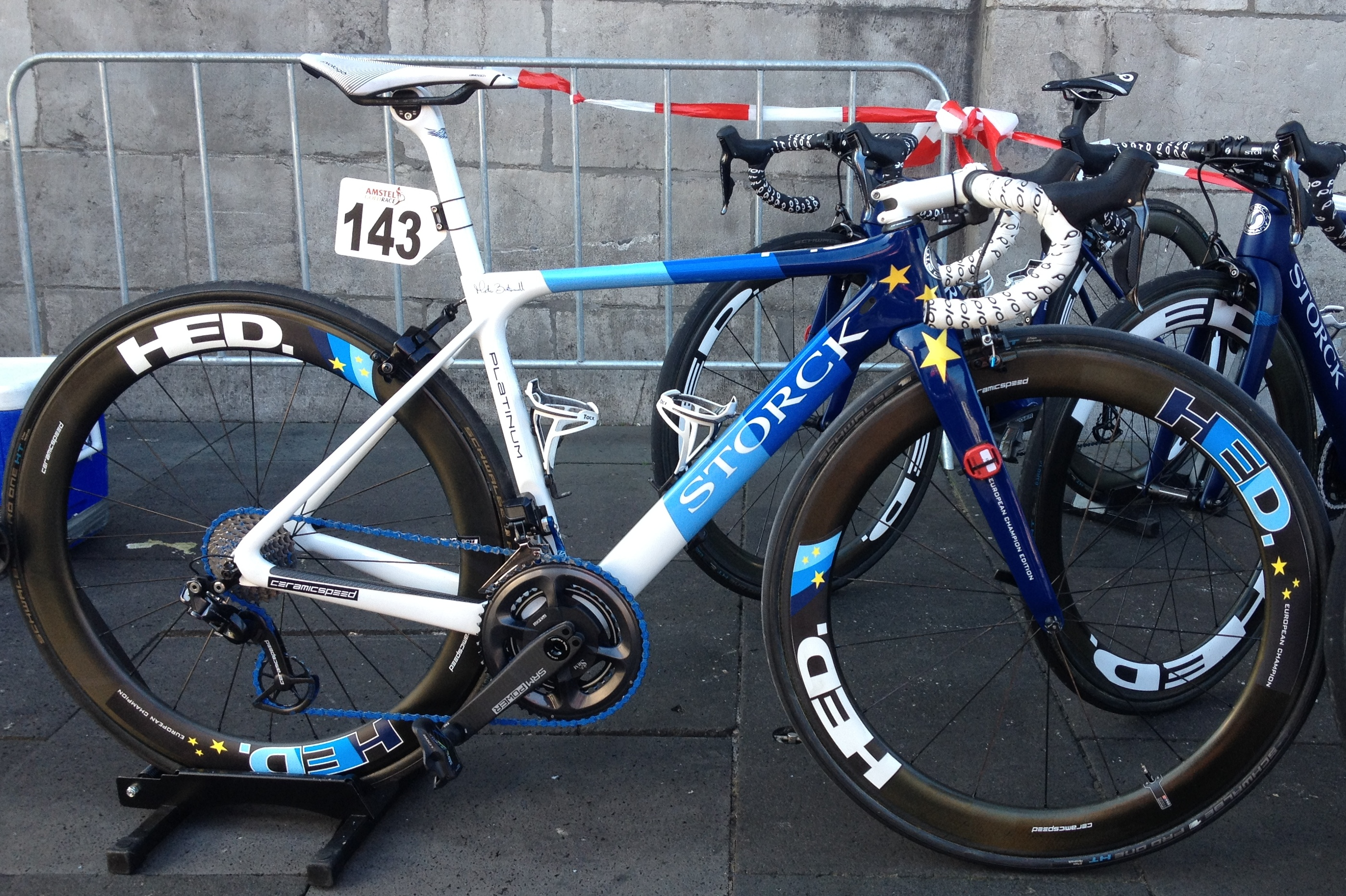
Vélos de l'équipe, ici celui de Marta Bastianelli

L'équipe court sur des vélos Storck.

### Arrivées et départs

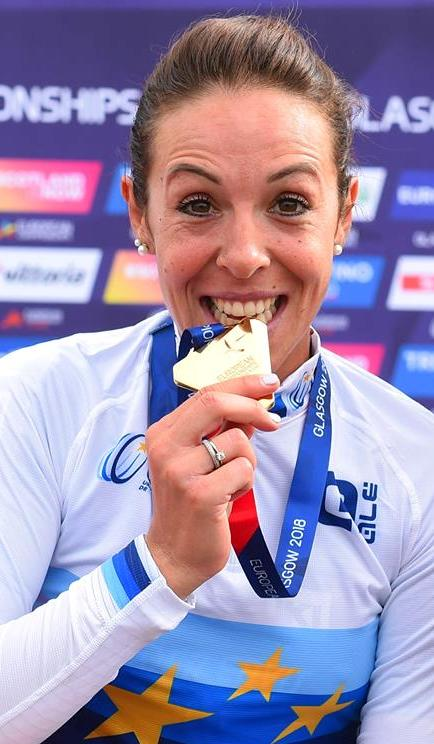
Marta Bastianelli est la principale recrue

L'équipe a un recrutement ambitieux avec l'arrivée de la sprinteuse et championne d'Europe en titre Marta Bastianelli. La jeune Italienne Sofia Bertizzolo rejoint également l'équipe. L'expérimentée et polyvalente Australienne Rachel Neylan est aussi recrutée, tout comme la spécialiste des classiques du Nord Anouska Koster. Enfin, Birgitte Krogsgaard fait ses débuts professionnels dans la formation.
Au niveau des départs, Linda Villumsen quitte l'équipe. C'est aussi le cas de la spécialiste du contre-la-montre Doris Schweizer et de Claudia Koster.
| Arrivées                       | Équipe 2018         |
| ------------------------------ | ------------------- |
| Birgitte Krogsgaard (Andersen) | Néo-professionnelle |
| Marta Bastianelli              | Alé Cipollini       |
| Sofia Bertizzolo               | Astana Women's      |
| Anouska Koster                 | WaowDeals           |
| Rachel Neylan                  | Movistar            |

| Départs         | Équipe 2019     |
| --------------- | --------------- |
| Claudia Koster  | WNT             |
| Doris Schweizer | Bizkaia-Durango |
| Linda Villumsen |                 |

## Effectif et encadrement

### Effectif
| Effectif 2019        | Effectif 2019     | Effectif 2019       | Effectif 2019                     |
| Cycliste             | Date de naissance | Pays                | Équipe précédente                 |
| -------------------- | ----------------- | ------------------- | --------------------------------- |
| Katrine Aalerud      | 4 décembre 1994   | Norvège             |                                   |
| Marta Bastianelli    | 30 avril 1987     | Italie              | Alé Cipollini (2018)              |
| Sofia Bertizzolo     | 21 août 1997      | Italie              | Astana Women's Team (2018)        |
| Barbara Guarischi    | 10 février 1990   | Italie              | Canyon-SRAM Racing (2017)         |
| Anouska Koster       | 20 août 1993      | Pays-Bas            | WaowDeals (2018)                  |
| Mieke Kröger         | 18 juillet 1993   | Allemagne           | Canyon-SRAM Racing (2017)         |
| Birgitte Andersen    | 27 octobre 1991   | Royaume du Danemark |                                   |
| Emilie Moberg        | 12 juillet 1991   | Norvège             | Hitec Products (2017)             |
| Rachel Neylan        | 9 mars 1982       | Australie           | Movistar Team (2018)              |
| Louise Norman Hansen | 12 février 1995   | Royaume du Danemark | Cykling Odense (2015)             |
| Katarzyna Pawłowska  | 16 août 1989      | Pologne             | Boels Dolmans (2017)              |
| Sara Penton          | 15 novembre 1988  | Suède               | Lares-Waowdeals Women (2016)      |
| Trine Schmidt        | 3 juin 1988       | Danemark            | Lotto Soudal Ladies (2017)        |
| Christina Siggaard   | 24 mars 1994      | Danemark            | Matrix Fitness Pro Cycling (2015) |
|                      |                   |                     |                                   |
| Source : UCI         |                   |                     |                                   |

note: Katrine Aalerud

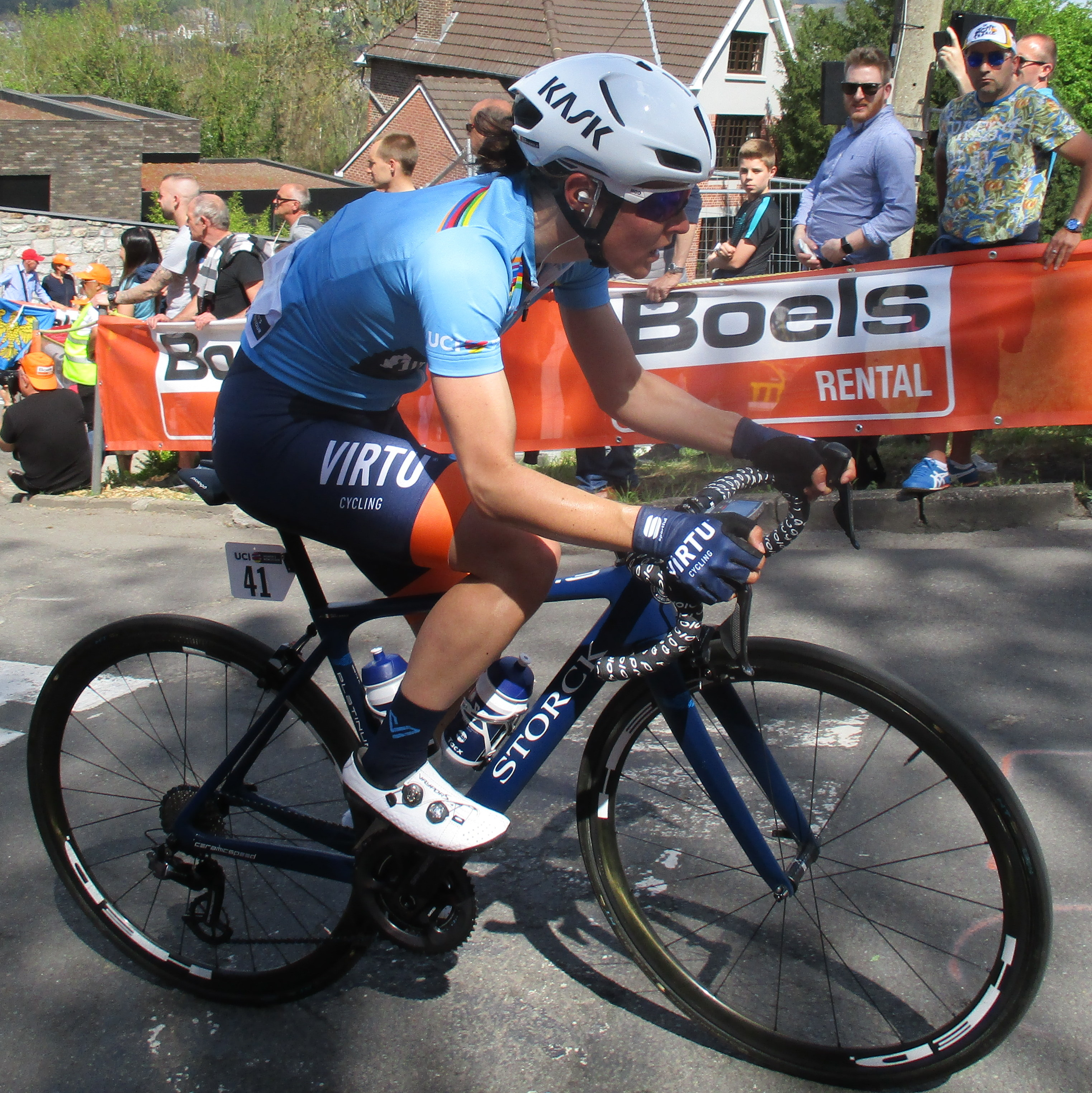
Sofia Bertizzolo
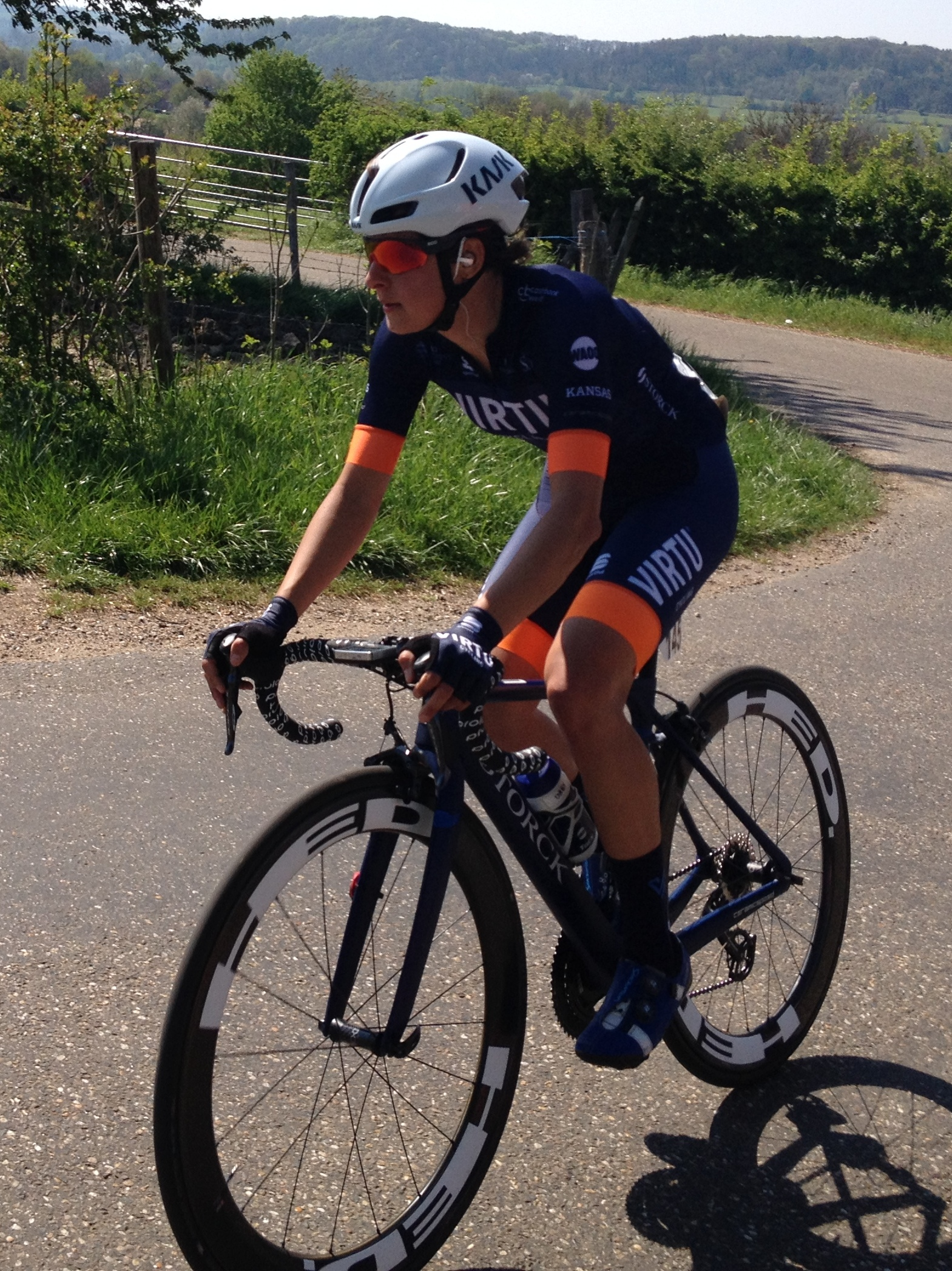
Barbara Guarischi
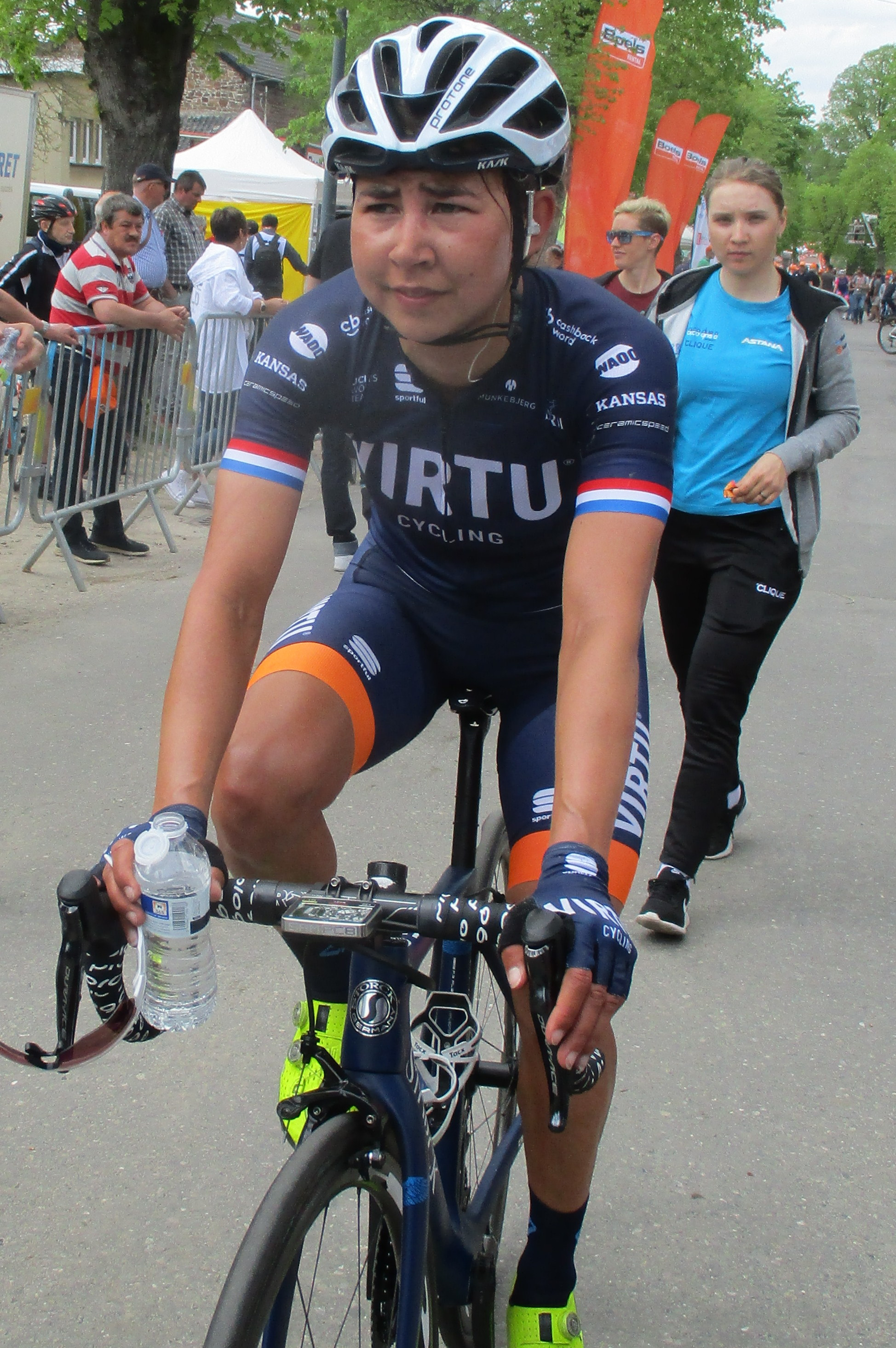
Anouska Koster
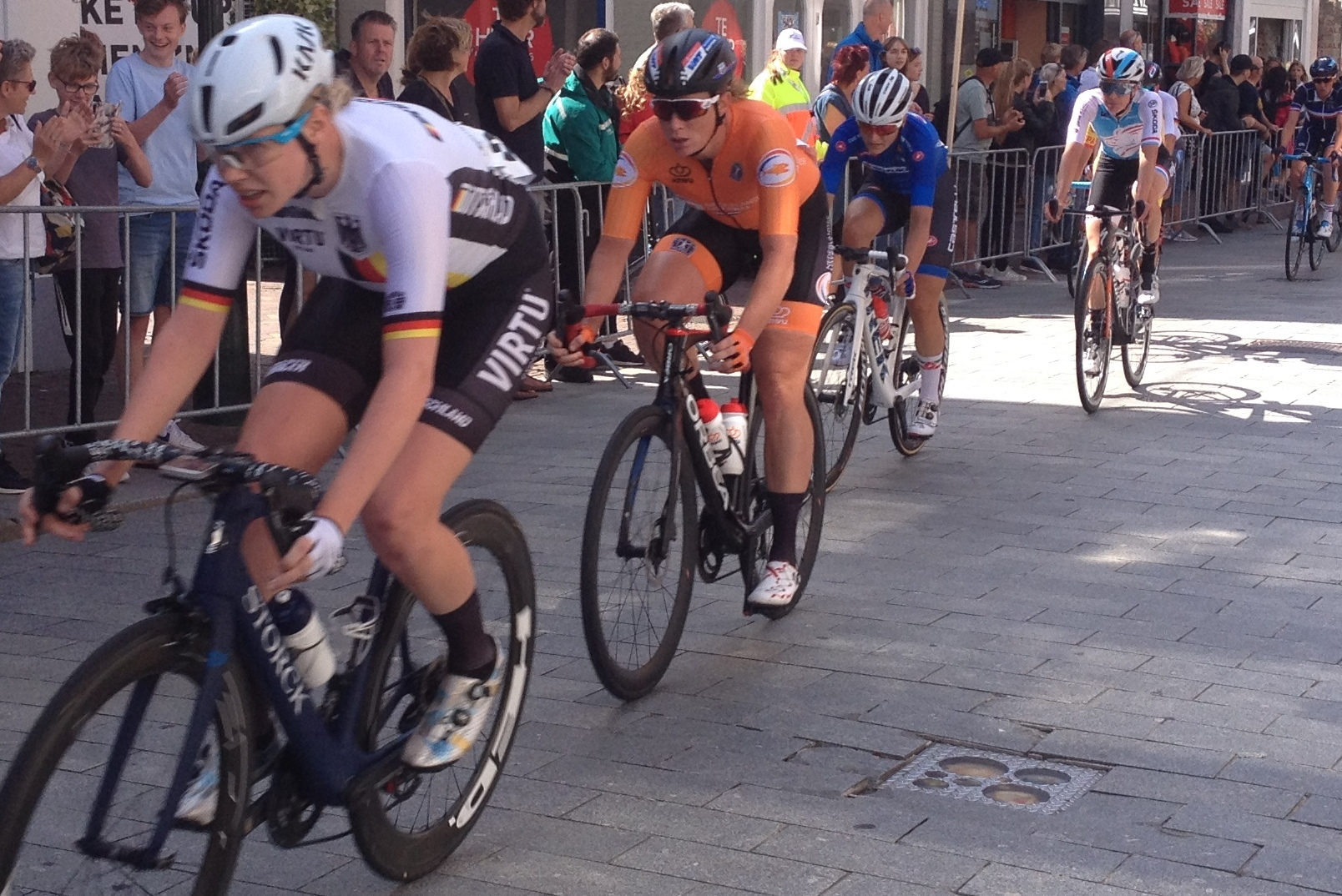
Mieke Kröger (au premier plan)
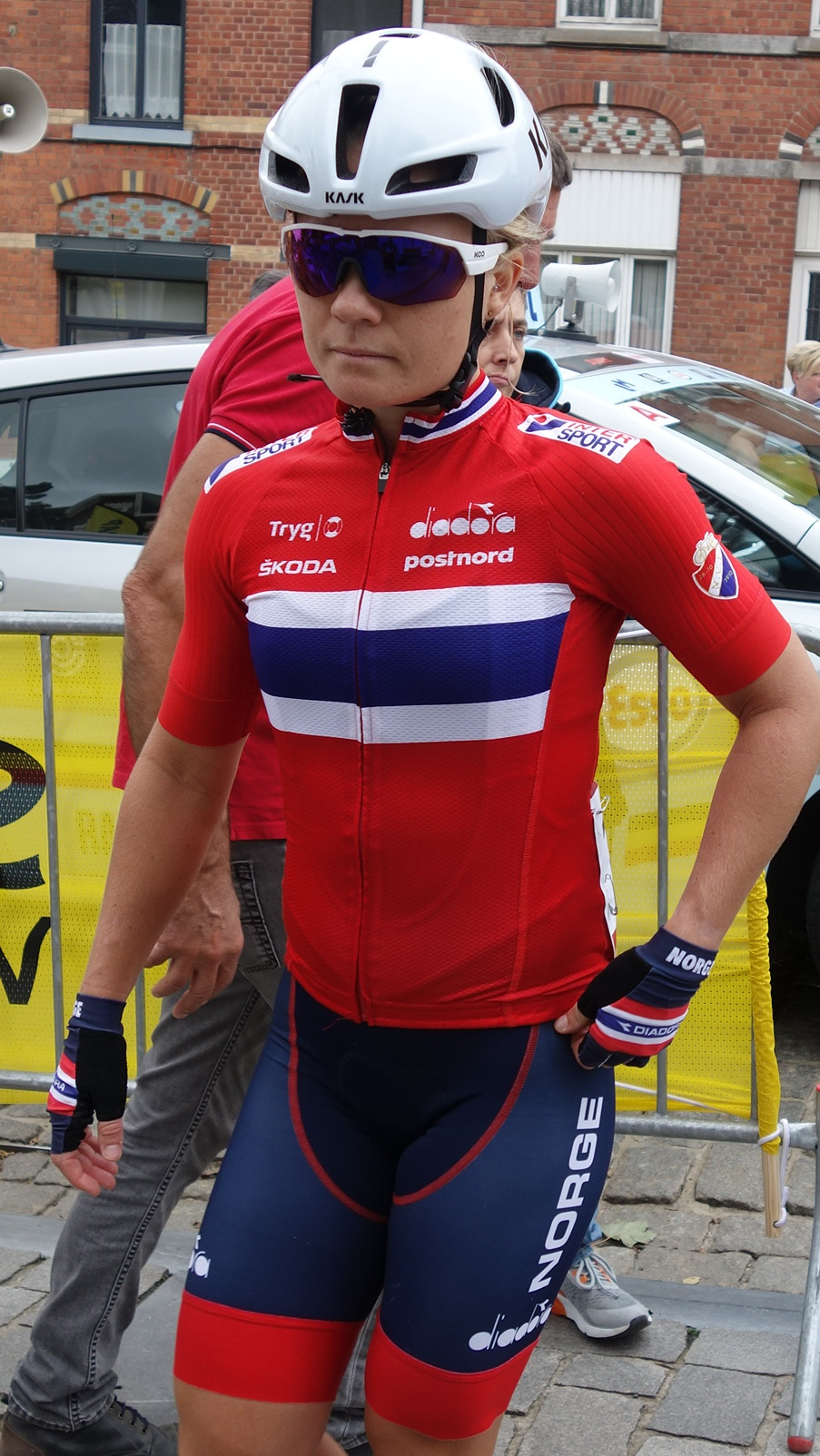
Emilie Moberg
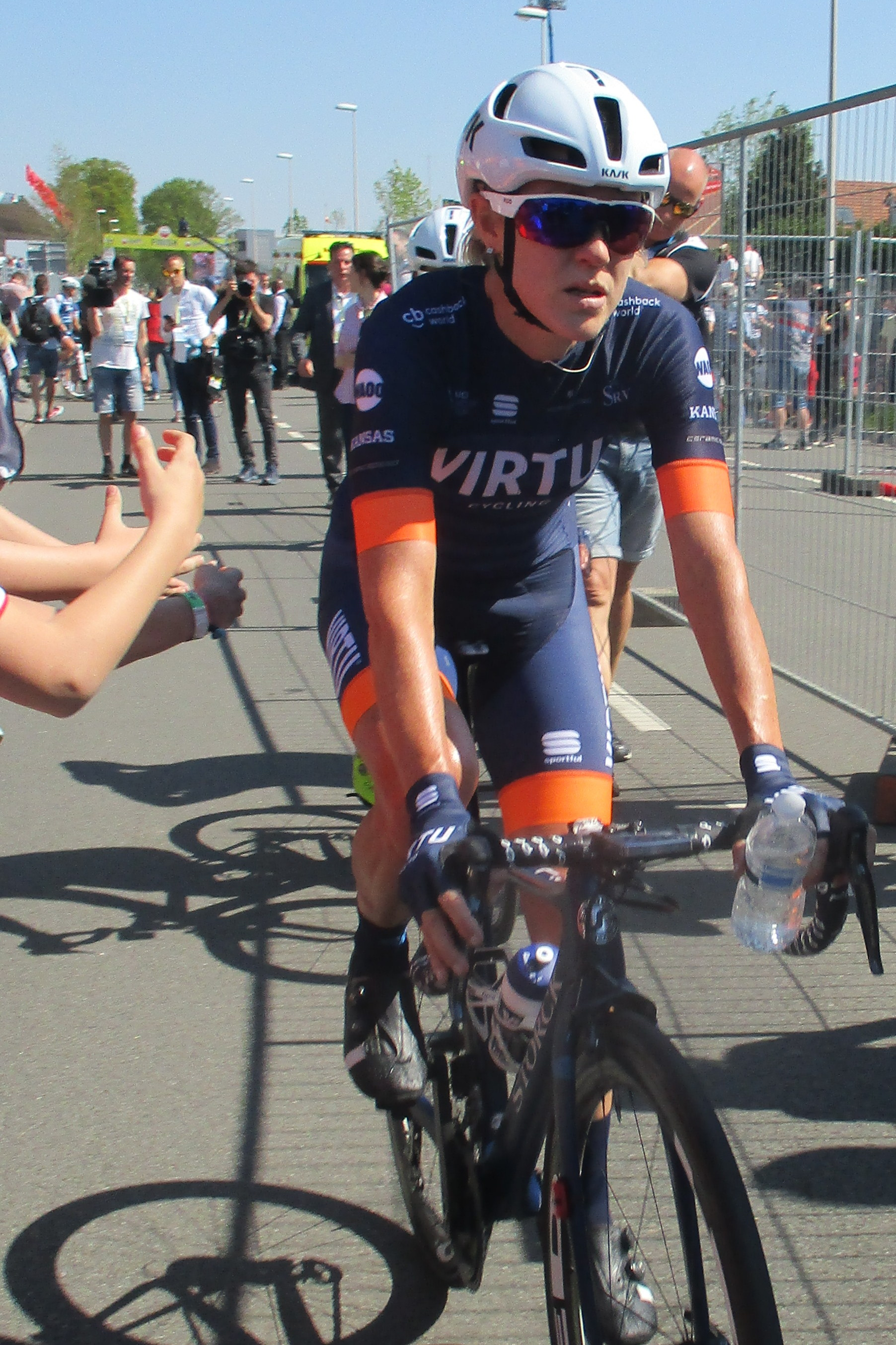
Rachel Neylan
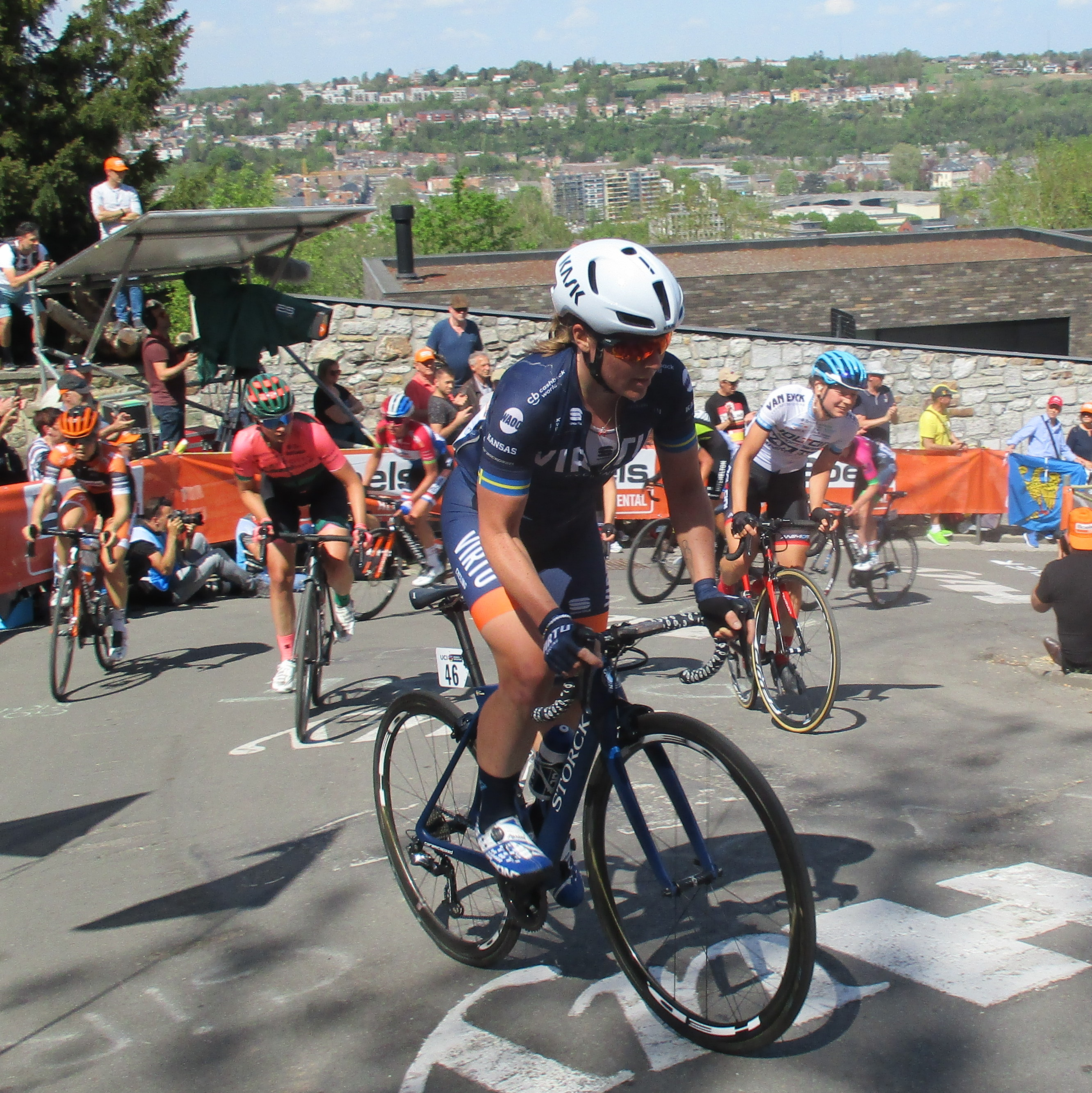
Sara Penton

### Encadrement

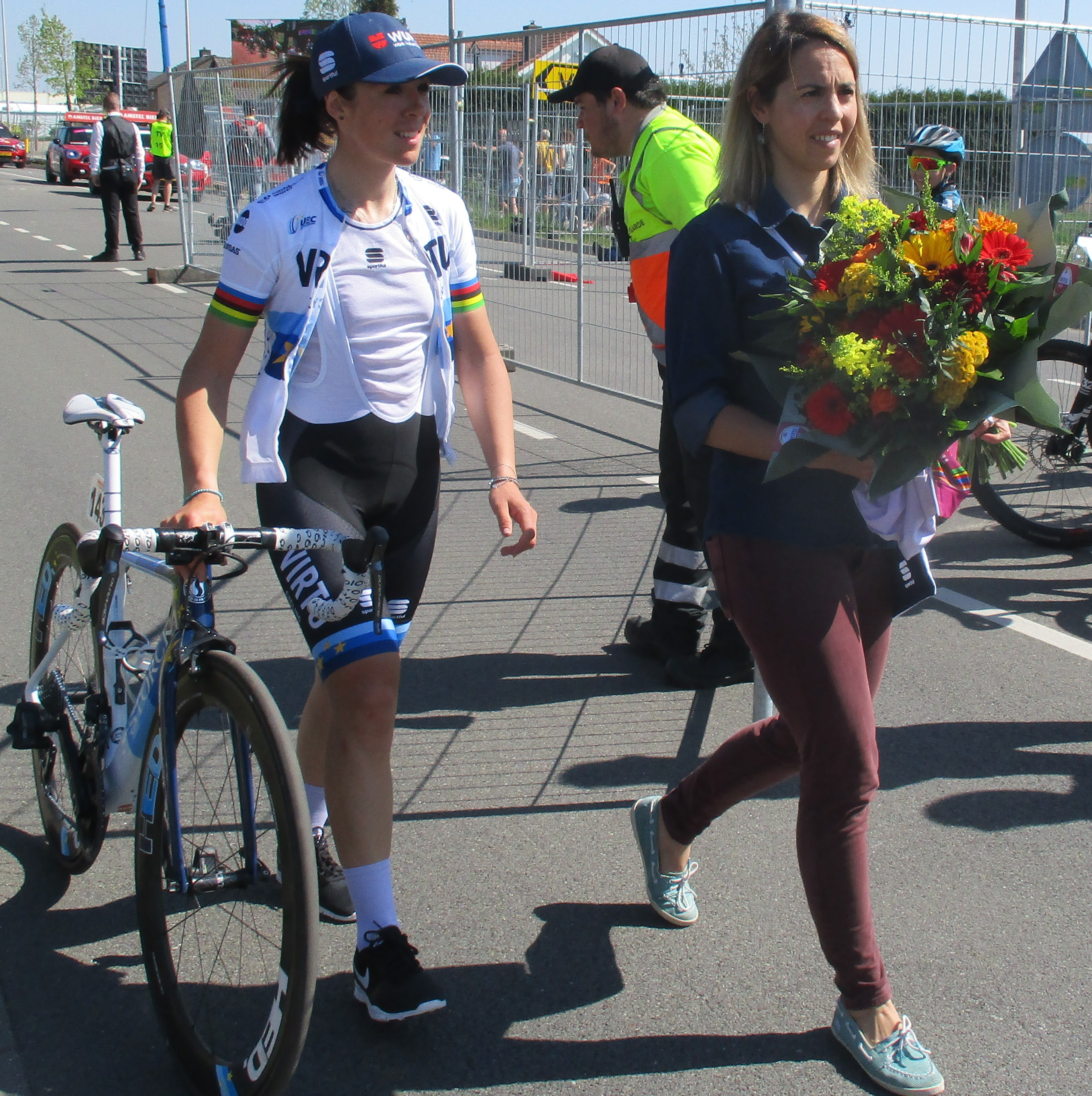
Carmen Small (à droite) à côté de Marta Bastianelli

Carmen Small est la directrice sportive de l'équipe. Elle est assistée de Daniel Foder, Iris Slappendel et Julian Winn. Christian Poulsen est représentant auprès de l'UCI.

## Déroulement de la saison

### Mars
Au Circuit Het Nieuwsblad, dans le Molenberg, cinq coureuses dont Marta Bastianelli sortent du peloton. Elles sont rejointes immédiatement. Le mur de Grammont se montre décisif. Chantal Blaak ouvre la route, avec  d'autres favorites dont Bastianelli. Elles prennent quelques mètres d'avance sur le peloton dans la montée. Après la descente, Chantal Blaak place une offensive nette et décisive. Le groupe de poursuite est repris par le peloton dans les derniers kilomètres. Marta Bastianelli gagne le sprint pour la deuxième place. Le lendemain, elle remporte l'Omloop van het Hageland au sprint. Aux Strade Bianche, Marta Bastianelli suit les meilleures durant toute la course et se classe quatrième,. Au Tour de Drenthe, dans le dernier secteur pavé, Chantal Blaak ouvre la route. À la sortie du secteur, Ellen van Dijk attaque immédiatement. Chantal Blaak tente de suivre, mais un trou se forme. Après un moment de flottement, Blaak part avec Marta Bastianelli dans la roue. La coopération n'est pas optimale, mais elles finissent par reprendre Ellen van Dijk. Le reste du groupe est alors loin derrière. Dans les deux derniers kilomètres, Marta Bastianelli doit prendre le vent seule. Chantal Blaak tente de la surprendre en ouvrant le sprint, mais l'Italienne la maintient à niveau et s'impose malgré le dernier coup de reins de la Néerlandaise,.
Elle est septième des Trois Jours de La Panne au sprint. À Gand-Wevelgem, Marta Bastianelli accélère au premier passage du mont Kemmel. Suivie par Katarzyna Niewiadoma, elle ne creuse pas d'écart mais provoque une sélection puisque le peloton se casse. Après regroupement, Sofia Bertizzolo contre. Elle est rejointe par Daniela Reis. Elles sont reprises à vingt-trois kilomètres de l'arrivée. Au sprint, Marta Bastianelli est quatrième,,.

### Avril

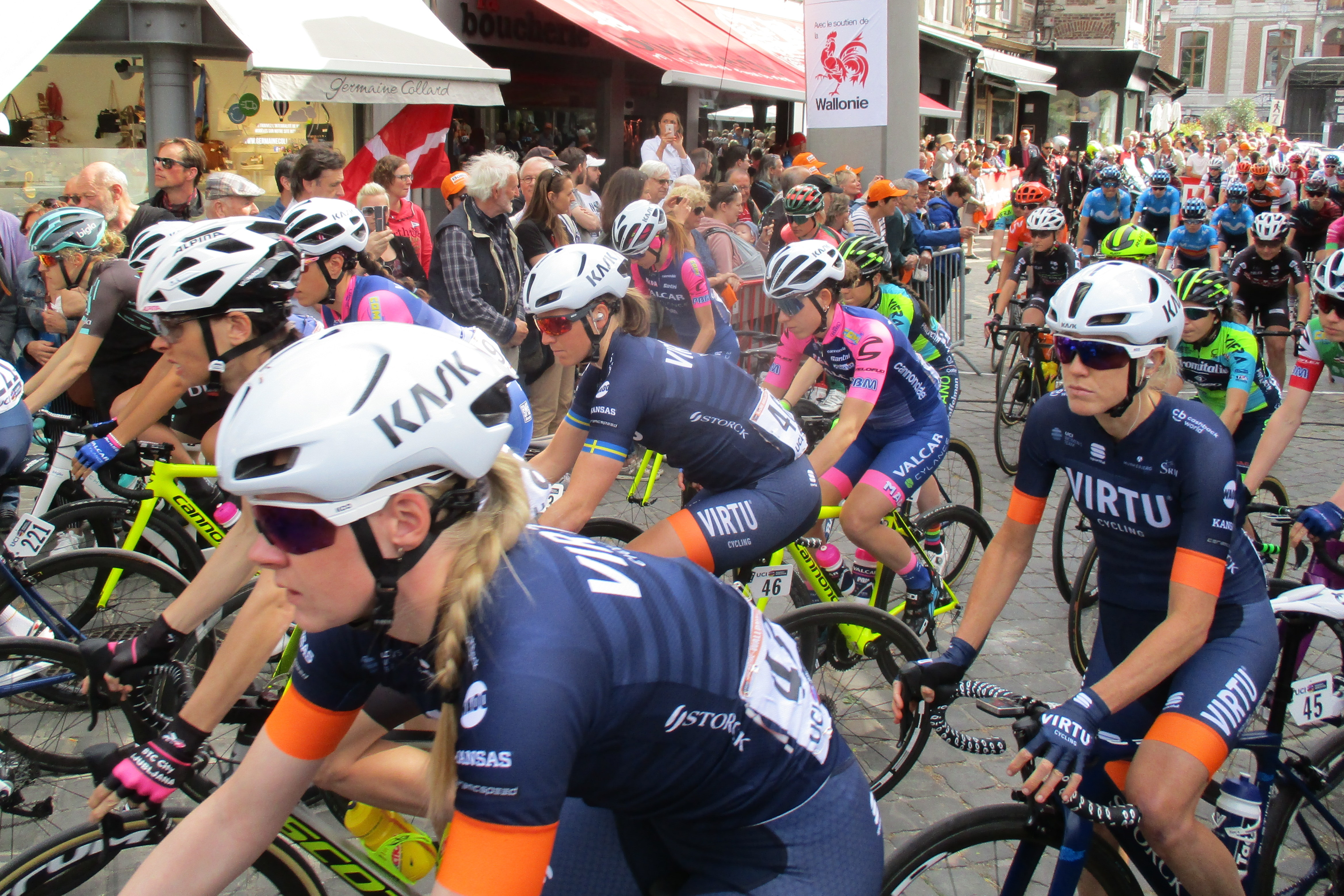
À la Flèche wallonne

Au Tour des Flandres, Marta Bastianelli attaque dans le vieux Quaremont. Seules Cecilie Uttrup Ludwig, Annemiek van Vleuten, Katarzyna Niewiadoma et Marianne Vos parviennent à la suivre. Au sommet, Marianne Vos est victime d'une crevaison. Derrière, Chantal Blaak, Ellen van Dijk et Sofia Bertizzolo forment un groupe de poursuite. À dix kilomètres de l'arrivée, Annemiek van Vleuten attaque, mais Marta Bastianelli réagit immédiatement. La Néerlandaise ouvre le sprint de loin. Marta Bastianelli la remonte et s'impose. Sofia Bertizzolo est quatrième.
Durant l'Healthy Ageing Tour, sur la première étape, à cinquante-cinq kilomètres de l'arrivée, Natalie van Gogh et Anouska Koster attaquent. Dans le final, Natalie van Gogh tente de partir seule. Néanmoins, Ellen van Dijk provoque le regroupement général dans le dernier kilomètre. Anouska Koster est septième. Sur la deuxième étape, à quatre-vingt-huit kilomètres de l'arrivée, Mieke Kröger attaque avec Romy Kasper et Nicole Steigenga. Leur avance culmine à près de quatre minutes. À douze kilomètres du but, Mieke Kröger attaque ce qui a pour effet de détacher Nicole Steigenga. À deux kilomètres de l'arrivée, elle se débarrasse également de Romy Kasper pour aller s'imposer seule. Le lendemain, Barbara Guarischi est deuxième du sprint massif derrière Kirsten Wild. Mieke Kröger est quatrième du contre-la-montre. L'après-midi, Anouska Koster attaque à une soixantainte de kilomètres de la ligne. À trente-cinq kilomètres du but, Lisa Brennauer sort et passe Anouska Koster puis l'attend. Jip van den Bos part ensuite à leur poursuite. Elle est ensuite rejointe par Anna Plichta. Au sprint, Lisa Brennauer devance Anouska Koster. Mieke Kröger fait partie de l'échappée sur la dernière étape, mais elles sont reprises. Au sprint, Barbara Guarischi est cinquième. Anouska Koster est dixième du classement général. 
À l'Amstel Gold Race, Marta Bastianelli finit dans le groupe de poursuivante et prend la huitième place,.

### Mai
À l'Emakumeen Euskal Bira, Sofia Bertizzolo est deuxième du sprint de la première étape, battue par Jolien D'Hoore. Katrine Aalerud se montre régulière en étant huitième de la deuxième étape puis sixième de la troisième étape et finalement dixième de l'ultime étape. Cela lui permet d'atteindre la septième place du classement général.
Au Gracia Orlova, l'équipe fait carton plein, remportant toutes les étapes et le classement général par l'intermédiaire de Marta Bastianelli. 
Au Tour de Thuringe, la première étape voit la victoire de Barbara Guarischi dans un groupe d'échappée. Le groupe passe la ligne d'arrivée avec six minutes d'avance sur le peloton. L'Italienne connait une défaillance le lendemain. À vingt kilomètres de l'arrivée, Pauliena Rooijakkers  attaque. Elle est suivie par Marta Bastianelli. Cette dernière s'impose au sprint. Elle est troisième sur la troisième étape en haut de l'Hanka-Berg et quatrième sur la quatrième. Finalement, Barbara Guarischi remporte le classement des sprints.

### Juin
En juin, Marta Bastianelli contracte une tendinite du genou et est forfait pour les prochaines échéances.
Lors des championnats nationaux, Louise Norman Hansen s'impose au Danemark sur le contre-la-montre.

### Juillet
Au BeNe Ladies Tour, Mieke Kröger est quatrième du prologue à huit secondes de Lisa Klein. Christina Siggaard remporte le sprint massif de la première étape,. Marta Bastianelli, de retour, est cinquième de la deuxième étape secteur a. Mieke Kröger est de nouveau quatrième du contre-la-montre. Marta Bastianelli conclut la dernière étape à la deuxième place derrière Lorena Wiebes. Au classement général, Mieke Kröger est quatrième.
Fin juillet, au championnat d'Italie sur route, grâce au travail de Tatiana Guderzo, un regroupement général a lieu à deux kilomètres de l'arrivée, alors qu'Elisa Longo Borghini, Soraya Paladin et Erica Magnaldi étaient échappées. Au sprint, Marta Bastianelli s'impose à domicile et gagne ainsi son premier titre national sur route.

### Août
À l'Open de Suède Vårgårda, la formation se classe cinquième du contre-la-montre par équipes. Sur la course en ligne, au bout de trente-cinq kilomètres, le secteur gravier provoque la formation d'un groupe de quatorze coureuses dont Marta Bastianelli. Elles sont reprises à soixante-deux kilomètres de l'arrivée. La course se conclut au sprint. Marta Bastianelli prend la roue de Marianne Vos et la passe dans les derniers mètres.

### Septembre

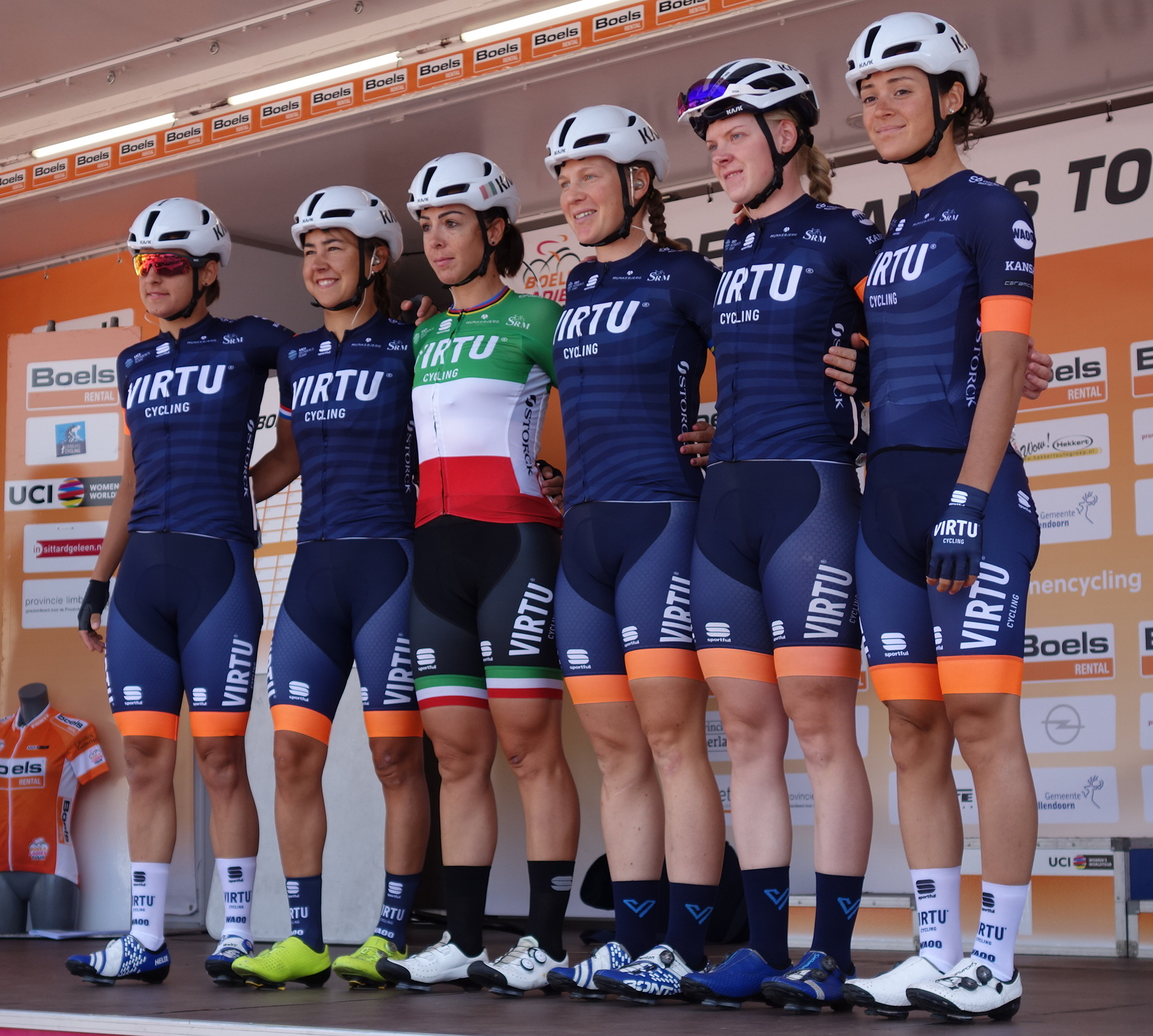
Au Boels Ladies Tour

Au Boels Ladies Tour, Barbara Guarischi et Marta Bastianelli disputent les sprints. Cette dernière est quatrième de la dernière étape.
Mieke Kröger est deuxième du Chrono champenois devancée par Vita Heine. Au Tour de Belgique, elle est de nouveau deuxième du contre-la-montre cette fois battue pour moins d'une seconde par Ruth Winder. Le lendemain, à cinquante kilomètres de l'arrivée, Mieke Kröger attaque. Elle est accompagnée d'Audrey Cordon-Ragot et de Lotte Kopecky. Leur bonne coopération leur permet de faire croître leur avance lors de l'étape. Dans le dernier kilomètre, Audrey Cordon-Ragot passe à l'offensive. Lotte Kopecky la marque et Mieke Kröger en profite pour contrer. Elle n'est plus revue. Grâce aux trois minutes d'avance de l'échappée, l'Allemande prend la tête du classement général. Le dernier jour, elle perd certes un peu de temps dans le mur de Grammont mais conserve la tête du classement général.
Au Tour de l'Ardèche, Marta Bastianelli et Sofia Bertizzolo font la chasse au classement rush. Katrine Aalerud est quatrième de la deuxième étape qui se conclut en côte puis septième de la troisième étape. Sofia Bertizzolo fait partie de la grande échappée de la quatrième étape, mais n'obtient pas de résultat. À l'inverse, le lendemain, Peu après, Marta Bastianelli attaque à plus de quatre-vingt-kilomètres de l'arrivée. Elle s'impose en solitaire avec plus de sept minutes d'avance sur le peloton. Elle est aussi quatrième de l'ultime étape et s'impose sur le classement des rushes.
Aux championnats du monde, sur la course en ligne, l'échappée condamne les chances du peloton où se trouve Marta Bastianelli. Elle est deuxième du sprint derrière Marianne Vos et prend donc la septième place,.

### Octobre
Au Grand Prix Bruno Beghelli, Marta Bastianelli s'impose au sprint.

## Victoires

### Sur route
| Victoires | Victoires                                   | Victoires | Victoires | Victoires            | Victoires |
| Date      | Course                                      | Pays      | Classe    | Vainqueur            |           |
| --------- | ------------------------------------------- | --------- | --------- | -------------------- | --------- |
| 3 mars    | Omloop van het Hageland                     | Belgique  | 1.1       | Marta Bastianelli    |           |
| 17 mars   | Tour de Drenthe                             | Pays-Bas  | 1.WWT     | Marta Bastianelli    |           |
| 7 avr.    | Tour des Flandres                           | Belgique  | 1.WWT     | Marta Bastianelli    |           |
| 11 avr.   | 2e étape, Bloeizone Fryslân Tour            | Pays-Bas  | 2.1       | Mieke Kröger         |           |
| 2 mai     | 1re étape, Gracia Orlová                    | Tchéquie  | 2.2       | Marta Bastianelli    |           |
| 3 mai     | 2ea étape, Gracia Orlová                    | Tchéquie  | 2.2       | Mieke Kröger         |           |
| 3 mai     | 2eb étape, Gracia Orlová                    | Tchéquie  | 2.2       | Rachel Neylan        |           |
| 4 mai     | 3e étape, Gracia Orlová                     | Tchéquie  | 2.2       | Marta Bastianelli    |           |
| 5 mai     | 4e étape, Gracia Orlová                     | Tchéquie  | 2.2       | Mieke Kröger         |           |
| 5 mai     | Classement général, Gracia Orlová           | Tchéquie  | 2.2       | Marta Bastianelli    |           |
| 9 mai     | 2e étape du Tour d'Uppsala                  | Suède     | 2.2       | Emilie Moberg        |           |
| 28 mai    | 1re étape du Tour de Thuringe               | Allemagne | 2.1       | Barbara Guarischi    |           |
| 29 mai    | 2e étape du Tour de Thuringe                | Allemagne | 2.1       | Marta Bastianelli    |           |
| 27 juin   | Championnat du Danemark du contre-la-montre | Danemark  | CN        | Louise Norman Hansen |           |
| 19 juill. | 1re étape, Baloise Ladies Tour              | Belgique  | 2.1       | Christina Siggaard   |           |
| 28 juill. | Championnat d'Italie sur route              | Italie    | CN        | Marta Bastianelli    |           |
| 18 août   | Course en ligne de l'Open de Suède Vårgårda | Suède     | 1.WWT     | Marta Bastianelli    |           |
| 11 sept.  | 1re étape du Tour de Belgique               | Belgique  | 2.1       | Mieke Kröger         |           |
| 13 sept.  | Classement général, Tour de Belgique        | Belgique  | 2.1       | Mieke Kröger         |           |
| 16 sept.  | 4e étape du Tour de l'Ardèche               | France    | 2.1       | Anouska Koster       |           |
| 17 sept.  | 5e étape du Tour de l'Ardèche               | France    | 2.1       | Marta Bastianelli    |           |
| 6 oct.    | Grand Prix Bruno Beghelli                   | Italie    | 1.1       | Marta Bastianelli    |           |

### Résultats sur les courses majeures

#### World Tour
| Date            | #  | Course                                   | Pays            | Meilleure classée  | Classement |
| --------------- | -- | ---------------------------------------- | --------------- | ------------------ | ---------- |
| 9 mars          | 1  | Strade Bianche                           | Italie          | Marta Bastianelli  | 4e         |
| 17 mars         | 2  | Tour de Drenthe                          | Pays-Bas        | Marta Bastianelli  | Vainqueur  |
| 24 mars         | 3  | Trofeo Alfredo Binda-Comune di Cittiglio | Italie          | Katrine Aalerud    | 23e        |
| 28 mars         | 4  | Trois Jours de la Panne                  | Belgique        | Marta Bastianelli  | 7e         |
| 31 mars         | 5  | Gand-Wevelgem                            | Belgique        | Marta Bastianelli  | 4e         |
| 7 avril         | 6  | Tour des Flandres                        | Belgique        | Marta Bastianelli  | Vainqueur  |
| 21 avril        | 7  | Amstel Gold Race                         | Pays-Bas        | Marta Bastianelli  | 8e         |
| 24 avril        | 8  | Flèche wallonne                          | Belgique        | Rachel Neylan      | 15e        |
| 28 avril        | 9  | Liège-Bastogne-Liège                     | Belgique        | Sofia Bertizzolo   | 20e        |
| 9-11 mai        | 10 | Tour de l'île de Chongming               | Chine           | -                  | -          |
| 16-18 mai       | 11 | Tour de Californie                       | États-Unis      | -                  | -          |
| 22-25 mai       | 12 | Emakumeen XXXI. Bira                     | Espagne         | Katrine Aalerud    | 7e         |
| 10-15 juin      | 13 | The Women's Tour                         | Grande-Bretagne | Rachel Neylan      | 14e        |
| 5-14 juillet    | 14 | Tour d'Italie                            | Italie          | Rachel Neylan      | 46e        |
| 23 juillet      | 15 | La course by Le Tour de France           | France          | Rachel Neylan      | 14e        |
| 3 août          | 16 | RideLondon-Classique                     | Grande-Bretagne | Marta Bastianelli  | 12e        |
| 17 août         | 17 | Open de Suède Vårgårda TTT               | Suède           | Team Virtu Cycling | 5e         |
| 18 août         | 18 | Open de Suède Vårgårda                   | Suède           | Marta Bastianelli  | Vainqueur  |
| 22-25 août      | 19 | Tour de Norvège                          | Norvège         | Marta Bastianelli  | 7e         |
| 31 août         | 20 | Grand Prix de Plouay                     | France          | -                  | -          |
| 3 -8 septembre  | 21 | Boels Rental Ladies Tour                 | Pays-Bas        | Marta Bastianelli  | 15e        |
| 14-15 septembre | 22 | La Madrid Challenge by La Vuelta         | Espagne         | -                  | -          |
| 20 octobre      | 23 | Tour de Guangxi                          | Chine           | -                  | -          |

Marta Bastianelli est sixième du classement individuel et Virtu huitième du classement par équipes.

#### Grand tour
| Grand tour            | Tour d'Italie       |
| --------------------- | ------------------- |
| Coureuse (classement) | Rachel Neylan (46e) |
| Accessits             | -                   |

## Classement mondial
| Classement UCI | Classement UCI       | Classement UCI      | Classement UCI |
| Coureuse       | Coureuse             | Pays                | Points         |
| -------------- | -------------------- | ------------------- | -------------- |
| 4e             | Marta Bastianelli    | Italie              | 1819 pts       |
| 42e            | Mieke Kröger         | Allemagne           | 489.58 pts     |
| 94e            | Rachel Neylan        | Australie           | 226.2 pts      |
| 129e           | Katrine Aalerud      | Norvège             | 160.2 pts      |
| 131e           | Sofia Bertizzolo     | Italie              | 158.2 pts      |
| 175e           | Christina Siggaard   | Danemark            | 113.25 pts     |
| 177e           | Anouska Koster       | Pays-Bas            | 110.45 pts     |
| 197e           | Barbara Guarischi    | Italie              | 101 pts        |
| 205e           | Louise Norman Hansen | Royaume du Danemark | 99.25 pts      |
| 277e           | Emilie Moberg        | Norvège             | 61 pts         |
| 730e           | Sara Penton          | Suède               | 8 pts          |
| 746e           | Birgitte Andersen    | Royaume du Danemark | 7.2 pts        |

Virtu est huitième du classement par équipes.